# Grumman G-44 Widgeon
Grumman G-44 Widgeon byl americký dvoumotorový celokovový hornoplošný létající člun kategorie amfibie.

## Vznik

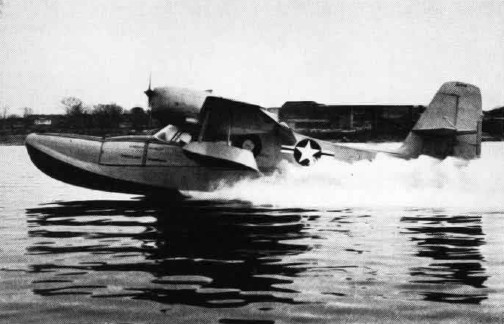
J4F-2, 1948

Úspěch poměrně velkého letounu Grumman G-21 Goose vedl ve společnosti Grumman k myšlence na vývoj lehčí varianty pro čtyři až pět osob. Cílovou skupinou zákazníků měli být malí provozovatelé a soukromníci. K pohonu nového letounu byly vybrány dva invertní řadové vzduchem chlazené motory Ranger L-440-5 o výkonu po 147 kW s dřevěnými nestavitelnými vrtulemi.

## Vývoj

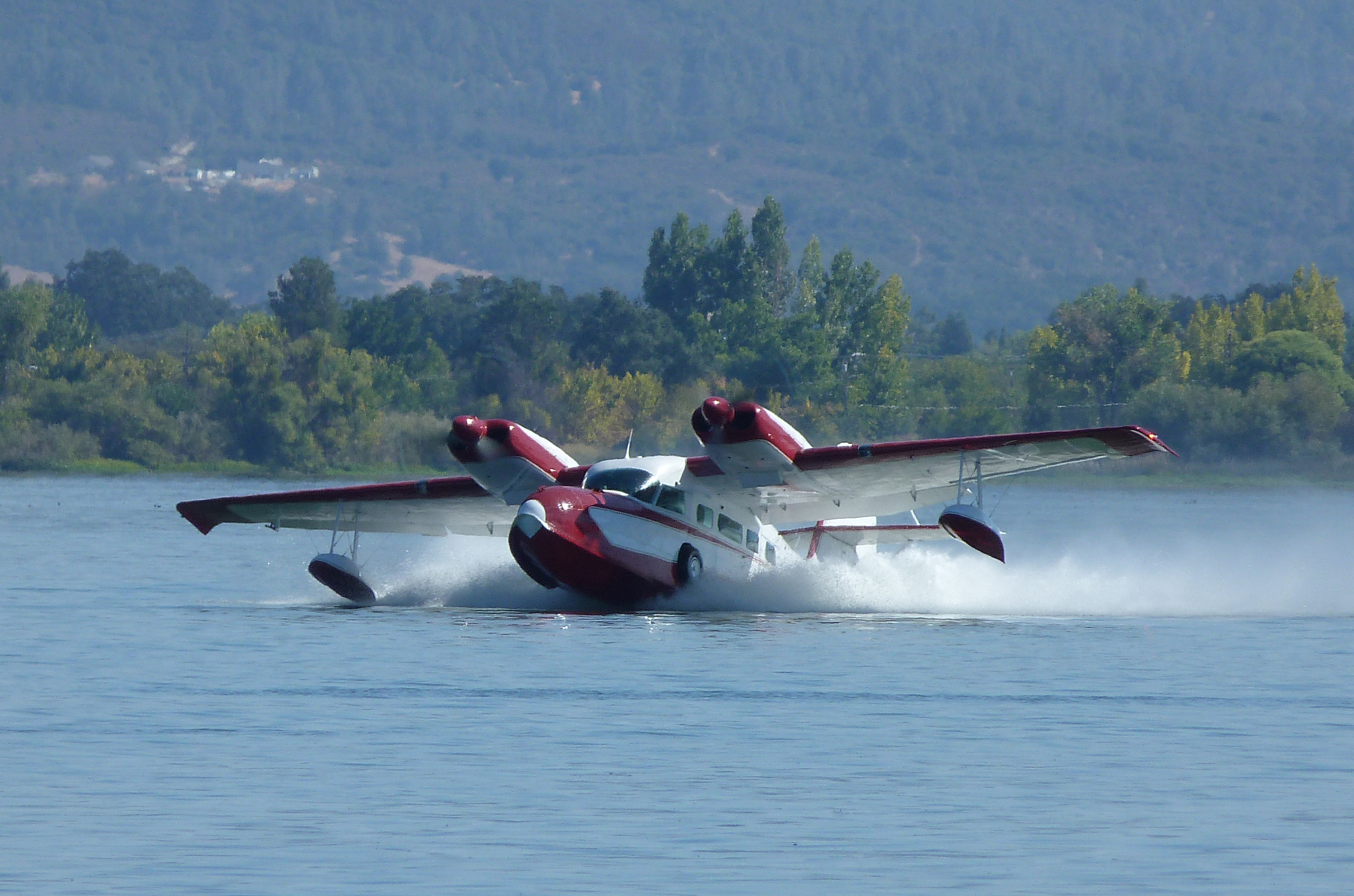
Licenční SCAN Type 30 startuje z hladiny Clear Lake, Kalifornie, 2012

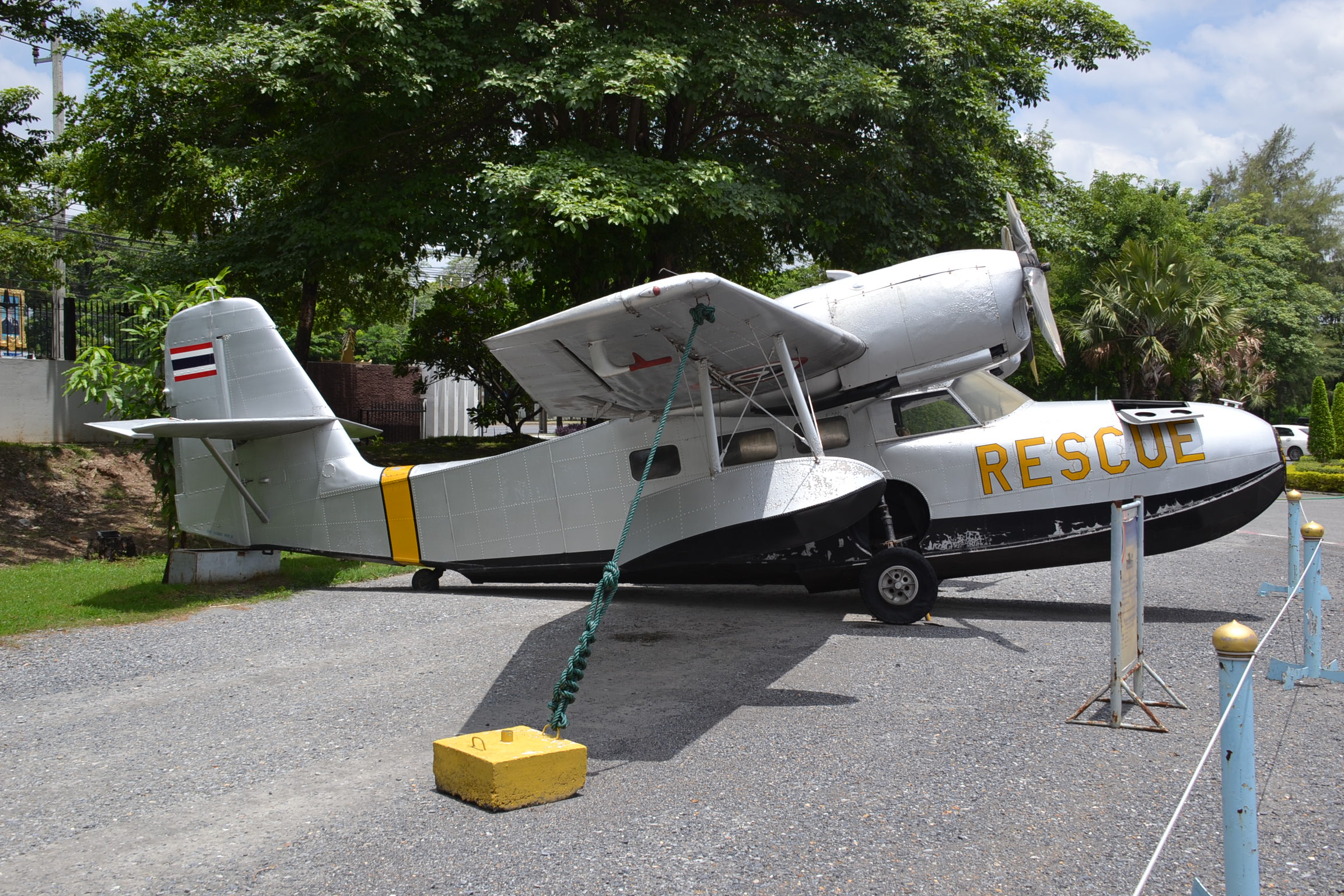
Grumman G-44A Widgeon Thajského královského letectva, Bangkok

První vyrobený G-44 zalétal Roy Grumman a Bud Gillies 28. června 1940. Brzy poté byl stroj předán k oficiálním testům civilnímu dohlédacímu úřadu (CAA). Certifikát o letové způsobilosti obdržel 5. dubna 1941 po rohovém odlehčení výškového kormidla.
Ještě v roce 1941 bylo vyrobeno 41 kusů G-44, které odebrali soukromí majitelé a Portugalské letectvo. Dalším zákazníkem se stala americká pobřežní stráž, která zakoupila celkem 25 exemplářů s vojenským označením Grumman J4F-1 Widgeon. Osm z nich bylo dodáno ještě v roce 1941, zbytek v roce následujícím. Letouny byly třímístné a na hřbetě trupu za zadním nosníkem byly vybaveny nákladními vraty. Pod pravým kořenem křídla byl závěs pro záchrannou soupravu nebo pro protiponorkovou pumu o hmotnosti 90 kg.
Dalších 135 prakticky identických strojů bylo dodáno US Navy, které je používalo pod označením J4F-2 jako pětimístné spojovací nebo pro výcvik v letu podle palubních přístrojů. Patnáct z námořních J4F-2 přešlo podle zákona o půjčce a pronájmu k britskému královskému námořnictvu, které operovaly především v Západní Indii ve spojovacích službách.
V roce 1942 zakoupilo 16 ks Widgeonů USAAF a podle svého systému je označilo OA-14 (Observation-Amphibian, pozorovací-obojživelný), které však sloužily výhradně jako spojovací. Několik J4F-2 bylo dodáno také Brazilskému letectvu.
Po válce několik Widgeonů přešlo do civilního sektoru, kde si získaly značnou oblibu. Francouzská společnost SCAN je proto začala vyrábět v licenci jako SCAN Model 30. Celkem zde bylo vyrobeno 40 kusů, z nichž převážná většina byla určena na export do USA. Značná část z nich zde obdržela výkonnější hvězdicové pohonné jednotky Lycoming R-680-E3 po 220 kW, které tak daly vzniknout verzi Ganner Super Widgeon. Výměnou původních agregátů za typ Lycoming GO-480-B1D po 200 kW zase vznikl McKinnon Super Widgeon.

## Bojový úspěch

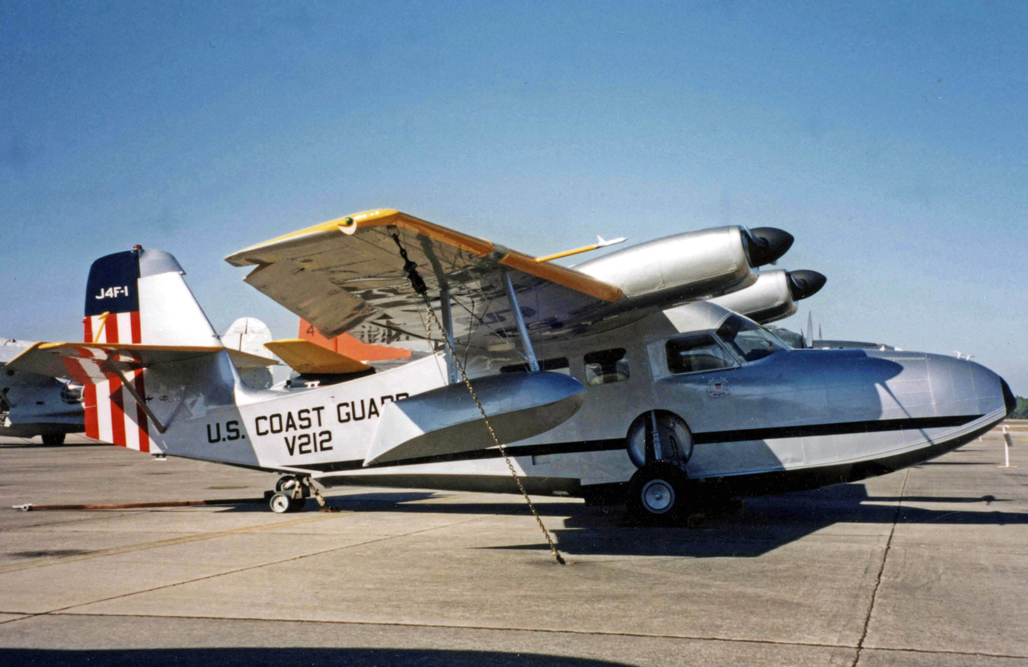
Grumman J4F-1 Widgeon (V212), US Coast Guard, Florida, USA

Dne 1. srpna 1942 objevil pilot J4F-1 US Coast Guard Henry C. White s radistou Georgem H. Boggsem u delty Mississippi vynořenou německou ponorku. Po útoku na plavidlo začala ponorka U-166 hledat úkryt pod hladinou. Pilot nakonec během střemhlavého letu pod úhlem 52° z výšky 80 m svrhl na cíl úspěšně pumu. Byla to jediná ponorka zničená americkou pobřežní stráží, za což byl White dekorován Záslužným leteckým křížem.

## Specifikace

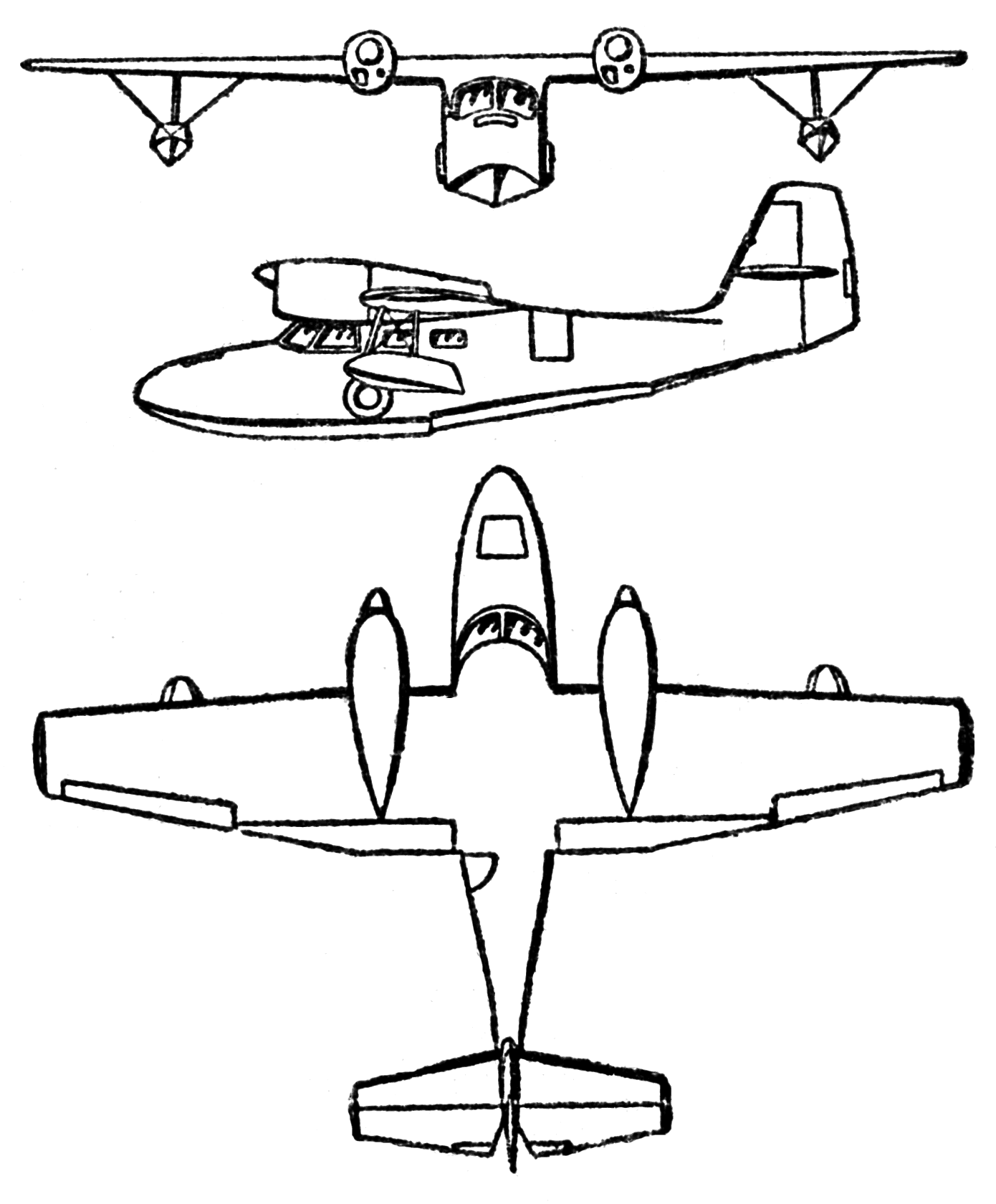
Třípohledový nákres G-44

Údaje dle

### Technické údaje
- Osádka: 1
- Kapacita: 4 cestující
- Rozpětí: 12,20 m
- Délka: 9,47 m
- Výška: 3,82 m
- Nosná plocha: 22,80 m²
- Hmotnost prázdného letounu: 1470 kg
- Vzletová hmotnost: 2055 kg
- Pohonná jednotka: 2 × invertní šestiválcový řadový motor Ranger L-440-5
- Výkon pohonné jednotky: 200 hp (150 kW)

### Výkony
- Maximální rychlost: 246 km/h
- Cestovní rychlost: 220 km/h
- Stoupavost u země: 4,4 m/s
- Dostup: 4450 m
- Dolet: 1480 km

### Výzbroj
- 1–2 × kulomet Browning ráže 7,62 mm nebo 12,7 mm
- 1 × 200lb (90,7 kg) hlubinná puma